# Quasi... autobiografico
Quasi... autobiografico è una raccolta di Cristiano Malgioglio.

## Tracce
1. Oh! Mama (inedito)
2. Lady in red
3. Toglimi il respiro (Take my breath away)
4. Siamo così
5. Café Chantant
6. Clown
7. Scandalo
8. Nel tuo corpo
9. Maledizione io l'amo
10. Senti
11. Sbucciami
12. Quasi autobiografico